# Henry Cooke
Pour les articles homonymes, voir Cooke.
Henry Cooke ou Capitaine Henry Cooke (1616 - 13 juillet 1672) est un compositeur, chanteur et comédien anglais.
Au début de la Première Révolution anglaise, il est choriste à la Chapelle Royale et rejoint la cause royaliste, au service de laquelle il atteint le grade de capitaine. Avec la Restauration de Charles II il retourne à la Chapelle Royale en tant que Maître des Enfants et est responsable de la reconstruction de la Chapelle et de l'introduction de la musique instrumentale dans les services religieux. Les choristes à sa charge incluaient alors son successeur et futur gendre, Pelham Humfrey, ainsi qu'Henry Purcell et John Blow.